# O Ilhéu de Contenda
O Ilhéu de Contenda é um filme de Cabo Verde de 1995 dirigido por Leão Lopes.

## Sinopse
Cabo Verde, 1964. Sob a grandeza do vulcão, a sociedade tradicional transforma-se. A velha aristocracia detentora das terras começa a desintegrar-se. Surge uma classe de mulatos cujo poder económico assenta sobretudo no comércio. Lentamente nasce uma nova identidade, uma mistura do velho com o novo, da cultura africana com a portuguesa, de sensualidade e dinamismo. As canções de Cesária Évora acompanham esta transformação inevitável.
Baseado no romance homónimo de Henrique Teixeira de Sousa.
O Ilhéu de Contenda foi o primeiro filme a ser realizado com apoio do, entretanto extinto, Instituto Cabo-verdiano de Cinema .

## Ficha artística
- João Lourenço
- Camacho Costa
- Luísa Cruz
- Filipe Ferrer
- Betina Lopes
- Cecília Guimarães
- Marina Albuquerque
- Henrique Espírito Santo
- José Fanha
- Laurinda Ferreira
- Leandro Ferreira
- Isabel de Castro
- Teresa Madruga
- Luís Mascarenhas
- Mano Preto
- Carlos Rodrigues
- Horácio Santos
- Diogo Vasconcelos
- Pedro Wilson

## Festivais
- Festival de Cinema de Cabo Verde
- Milan Film Festival, Itália (1997)

## Prémios
- Prémio de Melhor Música FESPACO - Panafrican Film and Television Festival of Ouagadougou, Burkina Faso (1997)
- Primeiro Prémio do Festival de Cine Internacional de Ourense, Espanha